# Graphis tenella
Graphis tenella är en lavart som beskrevs av Ach. Graphis tenella ingår i släktet Graphis och familjen Graphidaceae.   Inga underarter finns listade i Catalogue of Life.